# Ilja Własienko
Ilja Archipowicz Własienko (ros. Илья Архипович Власенко, ur. 6 lipca?/19 lipca 1902 w Dobruszu, zm. 11 maja 1963 w Kijowie) – radziecki generał major, Bohater Związku Radzieckiego (1943).

## Życiorys
Skończył szkołę podstawową, pracował w fabryce, 1924-1926 służył w armii, później pracował w komitecie związków zawodowych i jako dyrektor fabryki papieru. Od maja 1932 służył w wojskach NKWD ZSRR, w 1938 ukończył kursy przy Wyższej Szkole NKWD ZSRR, w marcu 1941 został zastępcą dowódcy pułku NKWD ds. politycznych, od lipca 1941 jako wojskowy komisarz 69 Brygady Wojsk NKWD ds. ochrony szczególnie ważnych przedsiębiorstw przemysłowych brał udział w wojnie z Niemcami na Froncie Zachodnim. W lutym 1942 został komisarzem dywizji wojsk NKWD na Froncie Południowo-Zachodnim, uczestniczył w operacji tulskiej i charkowskiej, od czerwca do października 1942 był komisarzem, potem zastępcą dowódcy 95 Dywizji Piechoty ds. politycznych. Walczył na Froncie Stalingradzkim i Centralnym, brał udział w bitwie pod Stalingradem i Kurskiem, wyzwoleniu lewobrzeżnej Ukrainy i bitwie o Dniepr, później w wyzwalaniu prawobrzeżnej Ukrainy i Białorusi. Od czerwca 1944 był szefem Wydziału Politycznego 61 Korpusu Piechoty 1 Frontu Białoruskiego, uczestniczył m.in. w operacji wiślańsko-odrzańskiej i berlińskiej, po wojnie służył w Radzieckiej Administracji Wojskowej w Niemczech, w 1951 ukończył kurs przy Akademii Wojskowo-Politycznej im. Lenina, w 1954 otrzymał stopień generała majora, w październiku 1957 zakończył służbę wojskową.

## Odznaczenia
- Złota Gwiazda Bohatera Związku Radzieckiego (17 października 1943)
- Order Lenina (dwukrotnie - 17 października 1943 i 30 grudnia 1956)
- Order Czerwonego Sztandaru (trzykrotnie - 12 kwietnia 1942, 2 grudnia 1942 i 15 listopada 1950)
- Order Kutuzowa II klasy (23 sierpnia 1944)
- Order Bohdana Chmielnickiego II klasy (1945)
- Order Czerwonego Sztandaru Pracy (24 czerwca 1948)
- Order Czerwonej Gwiazdy (dwukrotnie - 1 sierpnia 1943 i 1945)
- Medal „Za zasługi bojowe”
- Medal „Za zwycięstwo nad Niemcami w Wielkiej Wojnie Ojczyźnianej 1941–1945”
- Medal „Za obronę Moskwy”
- Medal „Za obronę Stalingradu”
- Medal „Za wyzwolenie Warszawy”
- Medal „Za zdobycie Berlina”
- Medal jubileuszowy „30 lat Armii Radzieckiej i Floty”
- Medal za Odrę, Nysę, Bałtyk (Polska Ludowa)